# Vắc-xin Hantavirus
Vắc-xin Hantavirus là vắc-xin bảo vệ người chống lại việc nhiễm hantavirus gây ra bệnh sốt xuất huyết Hantavirus với hội chứng thận (HFRS) hoặc hội chứng phổi hantavirus (HPS). Vắc-xin này được coi là quan trọng vì nhiễm hantavirus cấp tính chịu trách nhiệm về tỷ lệ mắc bệnh và tử vong đáng kể trên toàn thế giới. Ước tính có khoảng 1,5 triệu trường hợp và 46.000 trường hợp tử vong đã xảy ra ở Trung Quốc từ năm 1950 đến 2007. Số lượng các trường hợp mắc virus được ước tính là 32.000 ở Phần Lan từ năm 2005 đến 2010 và 90.000 ở Nga từ năm 1996 đến 2006.
Vắc-xin hantavirus đầu tiên được phát triển vào năm 1990 ban đầu để sử dụng chống vi-rút sông Hanta gây ra một trong những dạng HFRS nghiêm trọng nhất. Người ta ước tính rằng khoảng hai triệu liều vắc-xin có nguồn gốc từ não hoặc nuôi cấy tế bào được cung cấp ở Trung Quốc mỗi năm. Việc sử dụng rộng rãi loại vắc-xin này có thể chịu trách nhiệm một phần cho việc giảm đáng kể số ca mắc bệnh HFRS ở Trung Quốc xuống dưới 20.000 vào năm 2007 
Các loại hantavirus khác mà vắc-xin được sử dụng bao gồm virus Seoul (SEOV). Tuy nhiên, vắc-xin được cho là không có hiệu quả đối với các loại virut hantavirus ở Châu Âu bao gồm cả vi-rút Puumala (PUUV) và Dobrava-Belgrade (DOBV). Tên thương mại dược phẩm của vắc-xin là Hantavax. Kể từ năm 2013, không có vắc-xin hantavirus nào được chấp thuận sử dụng ở Châu Âu hoặc Hoa Kỳ. Một nghiên cứu giai đoạn 2 trên vắc-xin hantavirus DNA HTNV / PUUV ở người đang được tiến hành.
Ngoài Hantavax, ba ứng cử viên vắc-xin khác đã được nghiên cứu trong các thử nghiệm lâm sàng ở giai đoạn II của II. Chúng bao gồm vắc-xin tái tổ hợp và vắc-xin có nguồn gốc từ vi-rút HTNV và PUUV. Tuy nhiên, triển vọng của chúng không rõ ràng.